# Gilles Aillaud
Pour les articles homonymes, voir Aillaud.
 (novembre 2023).
Si vous disposez d'ouvrages ou d'articles de référence ou si vous connaissez des sites web de qualité traitant du thème abordé ici, merci de compléter l'article en donnant les références utiles à sa vérifiabilité et en les liant à la section « Notes et références ».
Gilles Aillaud, né le 5 juin 1928 à Paris et mort le 24 mars 2005 dans la même ville, est un peintre, auteur et scénographe français.

## Biographie

### Famille et jeunesse
Gilles Aillaud est le fils de l'architecte Émile Aillaud. Son fils, Arthur Aillaud, est également peintre.
Peignant depuis son plus jeune âge, il réalise, durant son adolescence, une toile par jour. Il fait des études de philosophie à l’université.

### Parcours artistique
Aillaud expose pour la première fois en 1950 mais reste dans un isolement total pendant près de dix ans.
En 1965, il devient président du Salon de la jeune peinture.
Il réalise des œuvres collectives avec Eduardo Arroyo et Antonio Recalcati, telles que Une passion dans le désert, Vivre et laisser mourir ou la Fin tragique de Marcel Duchamp.
Représentant de courants assez similaires, nouvelle figuration et figuration narrative, ses thèmes de prédilection sont la représentation d'animaux dans des parcs zoologiques et les paysages de bord de mer. Par une palette volontairement froide et un travail particulier sur la perspective et le cadrage, Aillaud maintient le spectateur à distance du sujet.
Il a aussi contribué aux affiches murales et slogans de Mai 68 et participe de la critique de la guerre du Viêt Nam en signant sa toile La Bataille du riz la même année.
En tant que décorateur de théâtre, activité exercée à partir de 1974, il collabore avec Klaus Michael Grüber à la Schaubühne de Berlin et avec Giorgio Strehler au Piccolo Teatro de Milan. Avec Eduardo Arroyo, il crée les décors des Bacchantes (mis en scène par Klaus Grüber à la Schaubühne, en 1974) et de Faust (mis en scène par Grüber à la chapelle Saint-Louis, à Paris, en 1975) .
Gilles Aillaud est l'auteur de deux textes dramatiques ainsi que de poèmes et d'essais théoriques sur la représentation picturale.

#### Citation
« Il est des pièces qui ne sont pas à représenter mais à lire. »

### Peintures
- Vivre et laisser mourir ou la Fin tragique de Marcel Duchamp, 1965 – Musée national centre d'art Reina Sofía, Madrid.
- La Fosse, 1967 – Musée des Beaux-Arts de Rennes, Rennes.
- La Bataille du riz, 1968 – Collection privée.
- Éléphant et Clous, 1970 – Collection privée.
- Piscine vide, 1974 – Musée d'Art contemporain du Val-de-Marne, Vitry-sur-Seine.

## Publications

### Écrits
- Écrits 1965-1983, éditions 127-ERBA, Valence
- Vermeer et Spinoza, 1987, éditions Christian Bourgois, Paris
- Dans le bleu foncé du matin (recueil de poèmes), 1987, éditions Christian Bourgois, Paris
- Du pareil au même, 1995, La Dogana, Genève
- Le Masque de Robespierre, 1996, éditions Christian Bourgois, Paris

### Livres d'artiste
Éditions de l'atelier Franck Bordas
- 1988 : L'Encyclopédie de tous les animaux y compris les minéraux[5], tome 1, 52 lithographies originales, 52 textes de Giorgio Agamben, Gilles Aillaud, Jean-Christophe Bailly, Hervé Bordas, Jean-Paul Chambas, Richard Crevier, Michel Deutsch, Jean Jourdheuil, Heiner Müller, Nicky Rieti, Jean-Louis Schefer, Yéfime, Hans Zischler…
- 1989 : L'Encyclopédie de tous les animaux y compris les minéraux, tome 2, texte de Jean-Christophe Bailly
- 1990 : L'Encyclopédie de tous les animaux y compris les minéraux, tome 3, 52 lithographies originales, texte d'Aristote
- 1996 : Tauromachie, 24 lithographies originales, textes d’Eduardo Arroyo et de Carlos Abella
- 1998 : Le Tout venant, collection Paquebot
- 2000 : L'Encyclopédie de tous les animaux y compris les minéraux, tome 4, 37 lithographies originales, texte de Jean-Christophe Bailly

Autres
- 1994 :  Gilles Aillaud, Mise au point, coll. « L'art en écrit », éditions Jannink, Paris

## Expositions
- 2023-2024 : « Gilles Aillaud. Animal politique », Centre Pompidou[6], Galerie 3 ; commissaire : Didier Ottinger[7]

## Distinction
- Prix du syndicat de la critique 1990 : meilleur créateur d'élément scénique pour La Mort de Danton

### Iconographie
- Portrait de Gilles Aillaud par Herman Braun-Vega (1979)